# Verae peculya
Verae peculya är en stekelart som beskrevs av Marsh 1993. Verae peculya ingår i släktet Verae och familjen bracksteklar. Inga underarter finns listade i Catalogue of Life.